# لويس مونتيرو (سباح)
لويس مونتيرو (مواليد 22 يناير 1983) هو سبّاح برتغالي، مثّل بلاده في الألعاب الأولمبية الصيفية 2004.

## روابط خارجية
لويس مونتيرو على موقع الاتحاد الدولي للسباحة (الإنجليزية)
- لويس مونتيرو على موقع أوليمبيديا (الإنجليزية)